# Verbivți, Terebovlea
Verbivți (în ucraineană Вербівці) este o comună în raionul Terebovlea, regiunea Ternopil, Ucraina, formată numai din satul de reședință.

## Demografie
Componența lingvistică a comunei Verbivți
     Ucraineană (99,89%)
     Alte limbi (0,11%)
Conform recensământului din 2001, majoritatea populației comunei Verbivți era vorbitoare de ucraineană (99,89%), existând în minoritate și vorbitori de alte limbi.